# Université del Salvador
Pour les articles homonymes, voir USAL.
L'université del Salvador (en français : université du Sauveur; en espagnol : Universidad del Salvador ou USAL) est, à Buenos Aires, une université privée, appartenant à l'ordre des jésuites, qui avaient fondé à Córdoba, en 1622, la première université argentine. La Compagnie de Jésus fonda le 8 juin 1944, sous Juan Perón, l'Institut supérieur de philosophie, basé au collège du Salvador. Cet institut est ainsi l'ancêtre de l'université actuelle.

## Historique
Après le coup d'État de 1955, dirigé par les généraux Eduardo Lonardi et Pedro Eugenio Aramburu, le décret n° 6403 autorisa en 1955 la création d'universités privées, et l'Acte de fondation des facultés universitaires du Salvador fut signé le 2 mai 1956. Sous la présidence d'Arturo Frondizi, celles-ci devinrent les Instituts universitaires du Salvador le 15 mai 1958, reconnus le 8 décembre 1959 par le décret n° 16 365 en tant qu'université privée appelée l'université del Salvador.
Dès sa fondation, les jésuites nomment les responsables de l'université, par l'intermédiaire de l'Association civile universitaire de Salvador. Fin 1974, Jorge Mario Bergoglio (futur archevêque de Buenos Aires et pape), et lié depuis la fin des années 1960 à des militants péronistes membres de la Guardia de Hierro, octroya le contrôle de l'université à d'ex-membres de cette organisation, dissoute à la mort de Perón (un étudiant de cette université, Julio Bárbaro, avait été l'un des dirigeants importants de l'Unión Nacional Estudiantil (UNE), créée en 1969, au moment du Cordobazo) .
En mars 1975, les jésuites transférèrent le contrôle de l'université à des laïcs, chargés de la continuation du projet d'éducation. Après le coup d'État de mars 1976, des membres de l'entourage de l'université del Salvador se rapprochèrent de l'amiral Massera, tout en critiquant la politique impopulaire du ministre de l'Économie José Alfredo Martínez de Hoz. Ainsi, l'université octroya en novembre 1977 le titre de docteur honoris causa à Massera, afin de protéger, affirment aujourd'hui les responsables de l'époque, les courants péronistes de l'université .

## Facultés
- Faculté de science et de technologie
- Faculté des sciences de l'administration
- Faculté des sciences de l'éducation et de la communication sociale
- Faculté des sciences économiques
- Facultés des sciences juridiques
- Faculté de philosophie et de lettres
- Faculté d'histoire, de géographie et de tourisme
- Faculté de médecine
- Faculté de psychologie et de psychopédagogie
- Institut d'agronomie
- Institut vétérinaire
- École d'art et d'architecture
- École d'études orientales
- Faculté de philosophie et de théologie de San Miguel

## Anciens élèves
- Paola Cabezas